# Michael Rozario
Michael Rozario (1926 - 2007) là một Giám mục người Bangladesh của Giáo hội Công giáo Rô6ma. Ông nguyên là Tổng giám mục Tổng giáo phận Dhaka và Chủ tịch Hội đồng Giám mục Bangladesh. Trước khi đến Dhaka làm Tổng giám mục, ông cũng từng đảm nhận vai trò Giám mục chính tòa Giáo phận Dinajpur.

## Tiểu sử
Giám mục Michael Rozario sinh ngày 18 tháng 1 năm 1926, tại Solepur, thuộc Bangladesh. Sau quá tình tu học dài hạn tại các sở chủng viện theo quy định của Giáo luật, ngày 22 tháng 12 năm 1956, Phó tế Rozario, 30 tuổi, tiến đến việc được truyền chức linh mục.
Sau gần 12 năm thực hiện các công tác mục vụ trên quyền hạn của một linh mục, ngày 5 tháng 9 năm 1968, tin tức từ Tòa Thánh loan báo quyết định của Giáo hoàng, tuyển chọn linh mục Michael Rozario, 42 tuổi, gia nhập Giám mục đoàn Công giáo Hoàn vũ với vị trí được trao phó là Giám mục chính tòa Giáo phận Dinajpur. Lễ tấn phong cho vị giám mục tân cử được cử hành sau đó vào ngày 8 tháng 12 cùng năm, với phần nghi thức truyền chức chính yếu được cử hành cách trọng thể bởi 3 giáo sĩ cấp cao. Chủ phong cho vị tân chức là Tổng giám mục Costante Maltoni, Sứ thần Tòa Thánh tại Pakistan. Hai vị còn lại, với vai trò phụ phong, gồm có Tổng giám mục Theotonius Amal Ganguly, C.S.C. và Giám mục Giuseppe Obert, P.I.M.E., Nguyên Giám mục Dinajpur. Tân giám mục chọn cho mình châm ngôn:Let us rejoice.
Chín năm làm Giám mục tại Dinajpur của Giám mục Rozario đột ngột kết thúc bằng thông báo từ Tòa Thánh, quyết định thăng Giám mục này thành Tổng giám mục, và chuyển đổi nhiệm sở làm Tổng giám mục chính tòa Tổng giáo phận Dhaka. Quyết định này được công bố cách công khai và rộng rãi vào ngày 17 tháng 12 năm 1977.
Ngoài các chức danh chính thức từ Tòa Thánh, ông còn đảm nhiệm vai trò Chủ tịch Hội đồng Giám mục Bangladesh trong suốt 27 năm từ 1978 đến năm 2005.
Sau hơn 28 năm giữ vị trí Tổng giám mục, ông có đơn xin từ nhiệm và được Tòa Thánh chấp thuận vào ngày 9 tháng 7 năm 2005. Ông qua đời không lâu sau đó vào ngày 18 tháng 3 năm 2007.